# Kirsty Hume
Kirsty Hume (Ayrshire, 4 settembre 1976) è una supermodella britannica.

## Pubblicità
Vanta pubblicità anche per Yves Saint Laurent, Gianni Versace, Giorgio Armani, Krizia, Gucci, Louis Vuitton, Pantene, Valentino, Fay, Max Mara e Ralph Lauren.

## Copertine
Le sue foto sono comparse anche su varie copertine di
- Vogue, nelle edizioni giapponese (settembre 2000), statunitense (novembre 1995 e febbraio 1997), spagnola (gennaio 1999) e tedesca (maggio 1996, febbraio 1997, gennaio, maggio ed ottobre 1998)[1]
- Elle, nelle edizioni australiana (ottobre 1996 ed ottobre 1999), statunitense (ottobre 1994), britannica (gennaio 1996 e luglio 1998), tedesca (settembre 1998, gennaio e novembre 2006) e di Hong Kong, nel settembre 1996[1]
- Cosmopolitan (periodico), nell'edizione finlandese (maggio 2007)[1]
- Marie Claire, nelle edizioni italiana (aprile 1998), statunitense (febbraio e settembre 1996), britannica (dicembre 1999) e spagnola (marzo, giugno e novembre 1996)[1]
- D - la Repubblica delle donne del 4 marzo 1997 e del 26 gennaio, del 2 marzo e del 27 aprile del 1999[1]
- Harper's Bazaar, nelle edizioni italiana (marzo 1996) e statunitense (luglio 1994)[1]

## Sfilate
Ha sfilato anche per Yves Saint Laurent, Givenchy e Christian Dior.

## Agenzie
Tra le agenzie che l'hanno rappresentata ci sono state:
- IMG Models - New York[1]
- Premier Model Management[1]
- Why Not Model Agency[1]
- Viva Models - Parigi[1]